# ديفيد ليويلين
ديفيد ليويلين هو سياسي أسترالي، ولد في 16 أغسطس 1942 في St Marys, Tasmania ‏ في أستراليا. نشط حزبياً في حزب العمال الأسترالي. وقد انتخب عضو مجلس نواب تسمانيا ‏ عن دائرة Division of Lyons (state) ‏ (30 مارس 2014 – 3 مارس 2018) وانتخب عضو مجلس نواب تسمانيا ‏ عن دائرة Division of Lyons (state) ‏ (8 فبراير 1986 – 13 أبريل 2010).